# 상비군
상비군(常備軍, Standing army)은 영구적으로 운용되는 군대를 가리킨다. 상비군은 상근하는 군인들로 이루어져 있으며, 평화시에도 해산되지 않는다. 상비군은 전쟁이나 자연재해가 발생했을 때만 활동하는 예비군이나 전쟁 상황시 민간인들이 조직했다가 전쟁이 끝나면 해산되는 민병과는 다르다. 예비군과는 다른 유형의 군대로, 더 좋은 장비로 무장하고 더 많은 훈련을 받는다.

## 역사

### 상비군의 등장
상비군에 대한 개념이 최초로 등장한 때는 로마 공화정 시절로, 가이우스 마리우스의 군제 개혁이 진행되던 기원전 107년부터였다. 마리우스는 기존의 시민군을 폐지한 뒤 이들을 병역기간에 기반한 전문적인 군대로 대체시켰으며, 이 제도는 이후 로마 제국 시절가지 이어졌다.
근대적 개의 상비군 제도가 도입되었던 시기는 1445년, 프랑스 국왕 샤를 5세의 명에 따라 도입된 것이 그 시초였다.

### 한반도 병역제도의 변천사
고대로부터 삼국시대까지는 국민개병제를 차택하였다. 평시에는 농업 등 생업에 종사토록 하다가 비상시에만 동원하는 병농일치제로서 스위스 민병제 개념으로 보면 된다.
고려시대에는 외적의 침입이 빈번한 편이어서 당시의 군사적 상황에 대응하기 위하여 직업군인으로 구성된 상비군제도와 의무병을 주로 한 예비군제도를 병행하였다. 따라서 평시에는 지방별로 최소한의 상비군만을 유지하면서 생업에 종사토록 하다가 유사시에만 동원명령을 내렸다. 당시에는 남녀노소 가리지 않고 국민이면 누구나 군에 편입시켰으며, 필요에 따라 16세 이상 60세 이하의 모든 남자에게 군역을 부여하였다.
조선시대에는 평시에도 16세부터 60세까지 모든 남자에게 국방의 의무를 부여하는 국민개병주의 체제로 발전하였는데, 일부에서는 병역의무를 면제해 주는 대신 삼베나 무명을 납부하는 군포제를 실시하다가, 이로 인한 백성의 부담이 크다 하여 종래 납부하던 군포의 양을 반으로 줄이고 그 부족분을 어업세ㆍ소금세ㆍ선박세 등으로 보충한 균역제(均役制)로 변경하는 등 이른바 병역물납제(兵役物納制)를 병행 실시하였다.
그러나 임진왜란 후에는 당초 병역의무 면제 대상이었던 종이나 하인에게도 군역을 부과 하였으며, 후기가 되자 양반에게는 이를 면제한 대신 평민에게만 병역을 부과하여 국민개병주의 정신을 희석시켰다. 더욱이 사망자와 심지어는 태아까지 병적에 등록시켜 터무니없이 세금을 거두어들이는 등 사회적 물의를 야기함으로써 결국 조선조가 붕괴되는 한 원인을 제공하였다.
조선 고종 31년(1894년)에 일어난 갑오경장은 이 같은 병역제도에 근대적인 개혁이 이루어진 계기였다. 조선 말기 순국열사 홍범식은 국정개혁의 일환으로 병역제도의 개혁방향을 제시 하였으며, 1907년 7월 '모병법'이 공포된 데 이어 이듬해 8월에는 병적관리에 관한 규정인 '육군병적규칙'이 제정ㆍ공포되었다. 이 규칙에는 병역의무의 연령과 역종의 구분, 복무 한계와 전ㆍ평시 병력충원 방안 등이 마련되어 근대적인 병역제도의 틀을 마련하였으나, 1910년 일제의 강제합병으로 나라가 망하자 사문화(死文化)되고 말았다.

## 상비군의 장단점

### 장점
오직 전쟁에만 전문적으로 대비하는 군대이기에 전문성이 높고 평시에도 해산하지 않고 유지되며, 그동안 훈련하기에 전투력이 높으며 병사를 징집할 경우 발생하는 생산력의 요동이 없고, 이미 준비되어있기에 빠르게 부대를 운용할 수 있다. 이런 특징 덕분에 군인에게 요구되는 기술이 다양한 현대전에서 전세계 대부분의 국가가 상비군 체제가 되었다. 

### 단점
막대한 예산이 든다. 평시에도 상비군을 유지하는 것이 전쟁에서 유리하다는 것은 고대부터 당연히 알고 있었지만 시대와 장소를 떠나서 군대를 육성하고 유지하는 것은 많은 비용과 인력 등 자원이 필요했고, 이는 국가 체제를 유지하는 데 큰 부담이 되었기 때문에 상비군을 유지하는 일은 결코 쉬운 일이 아니었다. 생산력이 부족해서 국가 구성원 대부분이 생업에 종사하여야 국체가 유지되던 과거의 국가에게 오로지 군대 임무에만 종사하게 하는 상비군을 대량으로 확보하는것은 어려운 일이었다. 때문에 통치자들은 현실과 타협해서 농민들을 전쟁이 날때마다 징집해 군대를 조직하는 쪽을 선택하는것이 대부분이었다. 그래서 중세시기까지도 전쟁에 대한 기록을 보면 전쟁을 하다가 농번기가 되면 군대를 해체해서 농사 추수하러 보낸 후 다시 징집해서 전쟁을 이어서 하는 방식으로 묘사되어 있다. 

## 대한민국과 조선민주주의인민공화국의 상비군 현황
대한민국 국군은 육군, 해군, 공군으로 이루어져 있으며, 해군 예하에 해병대를 둔다. 통수권자는 대한민국 헌법에 따라 대통령이다. 
다음 목록은 통계청에서 제공하는 자료이다.(2022년 기준)
아래에 기술된 양측 군사력을 비교하면 상비병력에서 북한군이 앞서있은 것을 확일할 수 있다. 제시된 북한의 전력 규모만 보면 양적으로 우세하지만, 국군이 첨단 무기 도입을 지속해서 이어가는 점을 고려하면 질적 측면에서 남측이 우세하다는 평가가 나온다. 다만, 북한이 핵과 각종 미사일 등 비대칭 전력을 계속 강화하고 있다는 점을 잊어서는 안된다. 
핵 능력 등 북한의 비대칭 전력의 지속적 강화는 우려스러운 대목이다. 북한의 플루토늄 보유량이 2년만에 20kg이 늘어난 만큼 더 많은 핵 탄두를 만들 수 있게 됐다는 의미이다. 이에 굳건한 한미 연합방위태세를 통한 대북 억제가 더욱 중요해지고 있는 실정이다.
| 군사별               | 2022                    | 2022                             |
| 군사별               | 조선민주주의인민공화국  | 대한민국                         |
| 병력(평시)           |                         |                                  |
| 육군                 | 110만여 명              | 36.5만여명                       |
| 해군                 | 6만여 명                | 7만여 명(해병대 2.9만여 명 포함) |
| 공군                 | 11만여 명               | 6.5만여 명                       |
| 전략군               | 1만여 명                | -                                |
| 계                   | 128만여 명              | 50만여 명                        |
| 주요전력             |                         |                                  |
| 육군                 |                         |                                  |
| 부대                 |                         |                                  |
| 군단(급)             | 15                      | 12(해병대 포함)                  |
| 사단                 | 84                      | 36(해병대 포함)                  |
| 기동여단             |                         |                                  |
| 여단(독립여단)       | 117                     | 32(해병대 포함)                  |
| 장비                 |                         |                                  |
| 전차                 | 4,300여 대              | 2,200여 대(해병대 포함)          |
| 장갑차               | 2,600여 대              | 3,100여 대(해병대 포함)          |
| 야포                 | 8,800여 문              | 5,600여 문(해병대 포함)          |
| 다련장/방사포        | 5,500여 문              | 310여 문                         |
| 지대지 유도무기      | 발사대 100여 기(전략군) | 발사대 60여 기                   |
| 해군                 |                         |                                  |
| 수상함정             |                         |                                  |
| 전투함정             | 420여 척                | 90여 척                          |
| 상륙함정             | 250여 척                | 10여 척                          |
| 기뢰전함정(소해정)   | 20여 척                 | 10여 척                          |
| 지원함정             | 40여 척                 | 20여 척                          |
| 잠수함정             | 70여 척                 | 10여 척                          |
| 공군                 |                         |                                  |
| 전투임무기           | 810여 대                | 410여 대                         |
| 감시통제기           | 30여 대(정찰기)         | 70여 대(해군 항공기 포함)        |
| 공중기동기(AN-2포함) | 350여 대                | 50여 대                          |
| 훈련기               | 80여 대                 | 190여 대                         |
| 헬기(육・해・공군)   | 290여 대                | 700여 대                         |

## 상비군이 없는 국가
군대가 없는 나라는 23개국으로 판단된다. 물론 군대의 개념을 어디까지 보느냐에 따라 분류를 달리 해야 하는 나라도 있지만, 대부분은 전혀 군사력이 없는 소국이다. 안도라, 코스타리카, 리히텐슈타인, 바티칸, 사모아, 나우루, 키리바티 등이 여기에 해당된다. 특히  아이슬란드, 아이티, 모나코, 파나마 등 최소한의 준군사 조직을 제외하고는 상비군이 없는 나라들이 몇 군데 있다. 특히 군대가 없는 나라 중 미크로네시아 연방공화국처럼 독립을 하면서 군 없이 나라를 세운 경우도 있다. 코스타리카처럼 완전히 무장 해제 과정을 밟은 나라도 있다. 1948년 짧지만 격렬했던 내전 이후 군을 해체하고, 이를 헌법에 새겨 넣은 코스타리카가 좋은 예죠. 파나마도 1990년 미국의 침공 이후, 일부 전투력을 갖춘 공공 치안 담당 조직을 빼고는 군을 해체했다. 이러한 국가들이 군대가 없다는 사실 자체를 자랑으로 여기고, 나아가 국제사회에서 평화 유지 세력의 역할을 하게 되는 경우도 있다. 코스타리카는 UN평화대학의 본부를 유치했고, 아이슬란드 역시 보스니아-헤르체고비나와 팔레스타인에서 평화유지 활동에 참여하고 있다.
- 정규군

## 같이 보기
- 정규군
- 병력에 따른 나라 목록